# Sardinella brachysoma
Sardinella brachysoma és una espècie de peix de la família dels clupeids i de l'ordre dels clupeïformes.

## Morfologia
- Els mascles poden assolir 13 cm de llargària total.[2][3]

## Distribució geogràfica
Es troba a Madagascar, Madras (Índia), Indonèsia i el nord d'Austràlia.

## Costums
Forma bancs a les aigües costaneres.